# Johann Peter von Leonhardi
Johann Peter von Leonhardi (* 4. Dezember 1747 Frankfurt am Main; † 22. November 1830 in Groß-Karben) war ein Frankfurter Kaufmann, Gutsbesitzer und Politiker. Er wurde 1791 nobilitiert und 1794 als Reichsfreiherr bestätigt.

## Familie
Seine Eltern waren der Kaufmann Johann Jacob Kasimir Leonhardi (1709–1780) und dessen Ehefrau Margaretha Elisabeth Koch (1718–1785).

## Leben

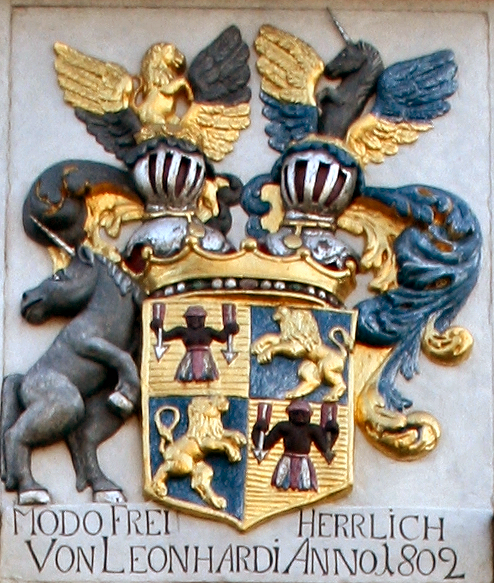
Freiherrliches Wappen von Leonhardi

Leonhardi trat am 1. August 1774 in die Firma seines Vaters ein, die damals noch „Joh. Michael Koch & Leonhardi“ hieß. Als sein Vater 1780 starb hinterließ er seinem Sohn ein Vermögen von mehr als 1 Million Gulden. Dieser nutzte sein Geld, um Grund zu kaufen. Als im Jahr 1790 Wilhelm Adam von Curti Konkurs ging, ergriff Leonhardi die Gelegenheit, um sich das „Klüppel’sche Lehen“ zu sichern. Er erwarb damit die Besitzrechte auf Groß-Karben mit einem seiner Schlösser, Klein-Karben, Kaichen, Kloppenheim, Burg-Gräfenrode und Dortelweil. Der notwendige kurpfälzische Lehensbrief darüber wurde ihm 10. Dezember 1790 gegeben. Dazu erhielt er im Februar 1791 einen kurpfälzischen Wappenbrief und wurde im September 1791 vom pfälzisch-bayerischen Kurfürsten und Reichsvikar in Adels- und Freiherrnstand erhoben. Zudem wurde er kaiserlicher Wirklicher Geheimer Rat. Am 15. März 1794 erhielt er die kaiserliche Bestätigung des Reichsfreiherrnstands. Er ist damit der Begründer des Adelsgeschlechts Leonhardi.
Im Jahr 1794 begann er auch mit dem Neubau des Hauses Leonhardi auf der Zeil in Frankfurt; der Bau dauerte bis 1797. 1809 ließ er die Villa Leonhardi errichten, die heute im Frankfurter Palmengarten steht. Sein Baumeister war Salins de Montfort. Währenddessen ergänzte er seine Erwerbungen. Nach dem Tod der Geheimrätin von Brand kaufte er deren Güter in Groß-Karben und 1809 auch die von Edelsheim’schen Güter zu Dortelweil und Nieder-Erlenbach. Aus den Gütern machte er dann einen Fideikommiss, dessen Bestätigung am 22. September 1811 erfolgte. Von 1800 bis 1814 war er Senior und Direktor des 51er Kollegs in Frankfurt, dessen Mitglied er seit 1790 war.
Im Jahr 1802 zog er sich aus dem Geschäftsleben zurück und übergab seinem Sohn Ludwig Carl die Firma, die 1824 Konkurs anmelden musste.

### Freimaurer
Von 1786 bis 1792 war Leonhardi Provinzial-Großmeister der Frankfurter Provinzialloge sowie erster Großmeister des Eklektischen Freimaurerbundes. Im Park des Leonhardischen Schlosses in Groß-Karben befindet sich noch immer ein kleines Gebäude, in dem sich seinerzeit die Freimaurer versammelten.

## Familie
Er heiratete am 14. März in Frankfurt am Main Susanna Elisabetha Heyder (* 14. März 1753; † 14. Januar 1804). Das Paar hatte mehrere Kinder:
- Margarethe Elisabethe Karoline (* 12. November 1776; † 11. September 1849) ⚭ 1795 (Scheidung) Friedrich Hector von Barckhaus († 1815), Schöffe
- Jakob Friedrich (* 3. April 1778; † 6. April 1839), Dr. jur., Bundestagsgesandter ⚭ 1804 Baronesse Augusta Dorothea Franziska du Fay (* 3. Oktober 1782; † 17. März 1852), Eltern von Wilhelm von Leonhardi
- Ludwig Carl (* 7. April 1781; † 18. Februar 1864), Inhaber der Firma „Johann Michael Koch & Leonhardi“, Grundbesitzer in Böhmen ⚭ 1804 Maria Anna Mülhens (* 23. Oktober 1783; † 26. April 1825)